# Naga-Feuerbälle

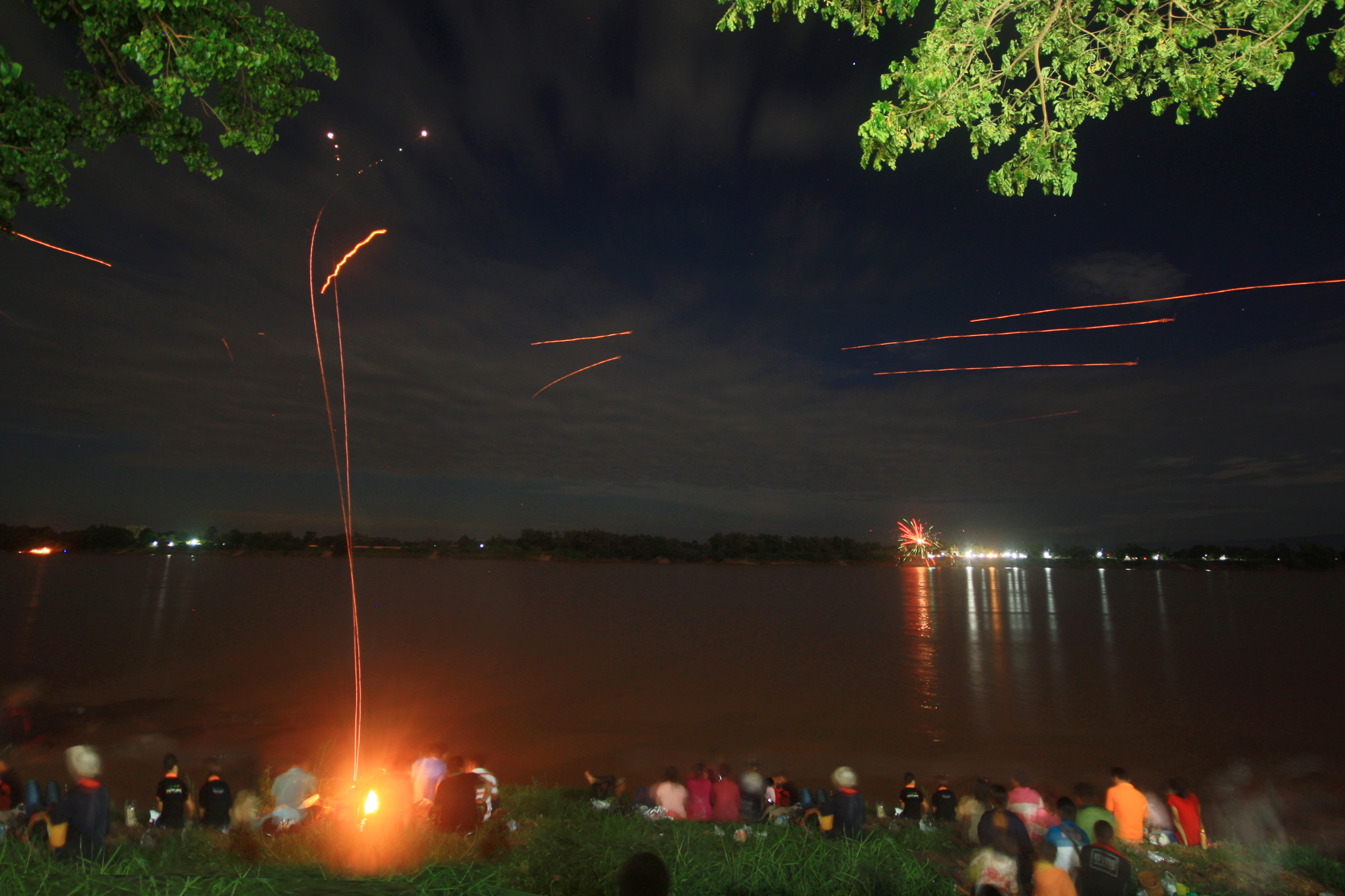
Sichtung von Naga-Feuerbällen beim Jahresfest Ok Phansa im Oktober 2013

Als Naga-Feuerbälle (thailändisch บั้งไฟพญานาค, RTGS Bang Fai Phaya Nakh) oder Mekong-Lichter werden bestimmte Leuchterscheinungen bezeichnet, die Anwohner am thailändisch-laotischen Grenzfluss Mekong sichten. Gemäß dem regionalen buddhistischen Volksglauben handelt es sich um übernatürliche Phänomene, die von der im Fluss lebenden mythischen Schlange Naga hervorgerufen werden. Die Volkstradition dieser Irrlichter bildet den Hintergrund für eine jährliche Festveranstaltung, die zur Tourismusförderung staatlich unterstützt wird.

## Ort und Zeitpunkt der Ereignisse
Die Feuerbälle erscheinen für gewöhnlich über dem Mekong selbst, genauso häufig werden sie auch über Flussarmen in den Sümpfen der Provinz Nong Khai, insbesondere des Bezirks Phon Phisai gesichtet. Sie treten fast regelmäßig gegen Ende der Monsunzeit im Oktober bei Vollmond auf. Zu dieser Zeit wird in Thailand ein buddhistischer Feiertag namens Ok Phansa begangen, welcher das Ende der Regenzeit (und gleichzeitig das Ende der Klausurzeit der Mönche) ankündigt.

## Beschreibung
Die Naga-Feuerbälle werden als etwa hühnerei-große, rötlich glühende Feuerbälle beschrieben, die aus den Flüssen und Sümpfen austreten, bis zu 150 m in die Luft aufsteigen und dann lautlos verschwinden. Sie erscheinen entweder vereinzelt oder in losen Gruppen.

## Volksglaube
Gemäß dem thai-laotischen Volksglauben handelt es sich bei den Feuerbällen um die verzauberten Eier der Schlangengottheit Phaya Naga. Diese soll noch heute im Mekong schlummern und über die anliegenden Provinzen wachen. Da das Phänomen der Feuerbälle schon über Jahrhunderte hinweg bekannt ist, wird zu Ehren von Phaya Nāga (und um das Ok Phansa zu begehen) ein Fest namens Lai Ruea Fai (thailändisch ไหลเรือไฟ laotisch: Lai Huea Fai; übersetzt etwa „Erleuchtete Boote“) abgehalten.

## Wissenschaftliche Erklärungsversuche
Das Phänomen der Naga-Feuerbälle wurde mehrfach wissenschaftlich untersucht, allerdings ohne eine zufriedenstellende Erklärung dafür finden zu können. In einem Bericht der thailändischen Zeitung The Nation, der im Oktober 2003 erschien, äußerte der stellvertretende Sekretär des Thailändischen Wissenschaftsministeriums, Saksit Tridech, die Vermutung, dass es sich bei den Feuerbällen um aufsteigende Phosphin-Gase handeln könnte, die sich bei Kontakt mit Sauerstoff selbst entzünden. Er vergleicht das Phänomen unter anderem mit Irrlichtern.